# 영 분포
통계적 가설 검정에서 영 분포(null distribution)는 귀무 가설이 참일 때 검정통계량의 확률 분포이다.
예를 들어, F테스트에서 영 분포는 F 분포이다.
영 분포는 과학자들이 실험을 수행할 때 자주 사용하는 도구이다. 영 분포는 귀무 가설 하에서 두 데이터 세트의 분포이다. 두 데이터 세트의 결과가 예상 결과의 매개변수를 벗어나지 않으면 귀무 가설이 참이라고 말한다.

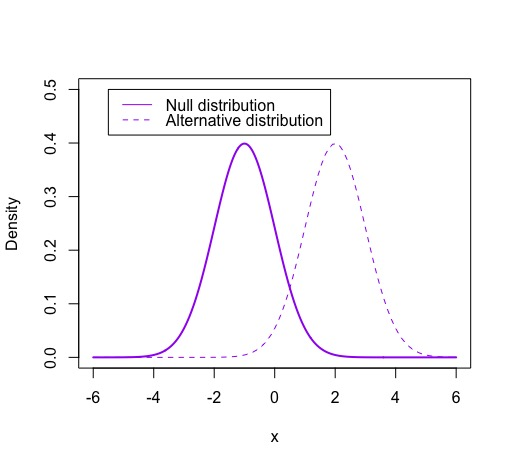
영 분포와 대립 분포

## 응용 사례
귀무 가설은 종종 실험의 일부이다. 귀무 가설은 두 데이터 세트 사이에 한 가지 행동을 하는 것과 다른 행동을 하는 것의 결과 사이에 통계적 차이가 없음을 보여주려고 한다. 예를 들어, 하루에 2마일 걷는 사람이 하루에 2마일 미만 걷는 사람보다 심장이 더 건강하다는 것을 증명하려는 과학자가 있을 수 있다. 과학자는 귀무 가설을 사용하여 하루에 2마일 걷는 사람의 심장 건강을 하루에 2마일 미만 걷는 사람의 심장 건강과 비교하여 테스트할 것이다. 심박수에 차이가 없다면 과학자는 테스트 통계량이 영 분포를 따를 것이라고 말할 수 있을 것이다. 그러면 과학자들은 유의미한 차이가 있다면 테스트가 대립 분포를 따른다는 것을 결정할 수 있다.

## 영 분포 구하기
가설 검정 절차에서 테스트를 수행하고 제1종 오류를 제어하기 위해서는 검정통계량의 결합 분포를 형성해야 한다. 그러나 참 분포는 종종 알려져 있지 않으며 데이터를 나타내기 위해서는 적절한 영 분포를 사용해야 한다. 예를 들어, 평균의 단일 표본 및 두 표본 테스트는 가우스 영 분포를 갖는 t 통계량을 사용할 수 있으며, 모집단 평균의 k 그룹을 테스트하는 F 통계량은 가우스 2차 형식의 영 분포를 갖는다. 영 분포는 주변 영 분포를 기반으로 하는 영 분위수 변환 검정통계량의 점근적 분포로 정의된다. 실제로는 검정통계량의 영 분포는 알 수 없는 데이터 생성 분포에 의존하기 때문에 종종 알 수 없다. 비모수적 또는 모형 기반 부트스트랩과 같은 재샘플링 절차는 영 분포에 대한 일치 추정량을 제공할 수 있다. 영 분포의 부적절한 선택은 테스트 과정에서 제1종 오류 및 검정력 속성에 상당한 영향을 미친다. 검정통계량 영 분포를 얻는 또 다른 접근 방식은 영 분포 추정 생성 데이터를 사용하는 것이다.

## 큰 표본 크기의 영 분포
영 분포는 대규모 테스트에서 중요한 역할을 한다. 큰 표본 크기를 사용하면 보다 현실적인 경험적 영 분포를 구현할 수 있다. MLE 피팅 알고리즘을 사용하여 경험적 영을 생성할 수 있다. 베이즈 프레임워크 하에서 대규모 연구는 영 분포를 비영 대응 분포와 함께 확률적 맥락으로 배치할 수 있도록 한다. 표본 크기 n이 10,000 이상으로 크면 경험적 영은 연구 자체의 데이터를 활용하여 적절한 영 분포를 추정한다. 중요한 가정은 영 사례의 큰 비율(> 0.9)로 인해 데이터가 영 분포 자체를 보여줄 수 있다는 것이다. 이론적 영은 일부 경우에 실패할 수 있으며, 이는 완전히 틀린 것은 아니지만 그에 따라 조정이 필요하다. 대규모 데이터 세트에서는 이상적인 수학적 프레임워크(예: 독립 동일 분포(i.i.d.) 표본)에서 데이터의 편차를 쉽게 찾을 수 있다. 또한, 샘플링 단위 간의 상관 관계 및 관측되지 않은 공변량은 잘못된 이론적 영 분포를 초래할 수 있다. 순열 방법은 데이터에서 생성된 경험적 영 분포를 얻기 위해 다중 테스트에서 자주 사용된다. 경험적 영 방법은 에프론의 논문에서 중앙 일치 알고리즘과 함께 소개되었다.
순열 방법을 사용할 때 몇 가지 고려해야 할 사항이 있다. 순열 방법은 상관된 샘플링 단위에는 적합하지 않다. 이는 순열의 샘플링 프로세스가 독립성을 의미하고 i.i.d. 가정이 필요하기 때문이다. 또한, 문헌에 따르면 순열 분포는 n이 커짐에 따라 N(0,1)로 빠르게 수렴한다. 일부 경우에는 순열 기술과 경험적 방법을 결합하여 경험적 알고리즘에서 N(0,1) 대신 순열 영을 사용할 수 있다.